# اسکی آلپاین در المپیک زمستانی ۲۰۱۰
اسکی آلپاین در بازی‌های المپیک زمستانی ۲۰۱۰ شامل ده رویداد بود که از ۱۵ تا ۲۷ فوریه ۲۰۱۰ در ویسلر برگزار شد.

## مدال‌ها

### جدول مدال‌ها
| رتبه            | کشور                      | طلا | نقره | برنز | مجموع |
| --------------- | ------------------------- | --- | ---- | ---- | ----- |
| ۱               | آلمان (GER)               | ۳   | ۰    | ۰    | ۳     |
| ۲               | ایالات متحده آمریکا (USA) | ۲   | ۳    | ۳    | ۸     |
| ۳               | سوئیس (SUI)               | ۲   | ۰    | ۱    | ۳     |
| ۴               | نروژ (NOR)                | ۱   | ۲    | ۱    | ۴     |
| ۵               | اتریش (AUT)               | ۱   | ۱    | ۲    | ۴     |
| ۶               | ایتالیا (ITA)             | ۱   | ۰    | ۰    | ۱     |
| ۷               | اسلوونی (SLO)             | ۰   | ۲    | ۰    | ۲     |
| ۷               | کرواسی (CRO)              | ۰   | ۲    | ۰    | ۲     |
| ۹               | سوئد (SWE)                | ۰   | ۰    | ۲    | ۲     |
| ۱۰              | جمهوری چک (CZE)           | ۰   | ۰    | ۱    | ۱     |
| مجموع (۱۰ کشور) | مجموع (۱۰ کشور)           | ۱۰  | ۱۰   | ۱۰   | ۳۰    |